# Bruit de fond (nouvelle)
Pour les articles homonymes, voir Bruit de fond (homonymie).
Bruit de fond est une nouvelle de science-fiction, à tendance sociale, écrite par Philippe Curval.

## Publications
La nouvelle est initialement parue en 1979 dans Libération du 5 octobre 1979, n° 1758.
Par la suite, elle a été publiée :
- dans Regarde, fiston, s'il n'y a pas un extra-terrestre derrière la bouteille de vin, recueil de Philippe Curval, éd. Denoël (Présence du futur n°305), août 1980 ; réédition en mai 1987 ;
- dans l'anthologie Les Mosaïques du temps, éd. Le Livre de poche (La Grande Anthologie de la science-fiction n°7130), octobre 1990,  (ISBN 2-253-05450-X) ; cette anthologie regroupe des nouvelles d'auteurs français ou francophones ;
- dans le recueil L'Europe après la pluie, Philippe Curval, éd. La Volte, avril 2016,  (ISBN 978-2-37049-018-6).

## Résumé
L'Union européenne, appelée Marcom (Marché commun), est en guerre contre les Payvoides (PVD).
Un espion rentre de mission d'espionnage en Italie et enregistre son rapport. Il décrit les soldats Payvoides et les populations Payvoides qui entrent en Europe. Il commente leurs actions, ainsi que celles des chefs du Marcom qu'il critique sévèrement.
On apprend dans les deux dernières pages de la nouvelle que les scientifiques européens ont créé des robots-espions, envoyés sur les champs de bataille. Le rapport qu'on a lu provient de ce robot. Une réunion a lieu au Quartier général : un scientifique est heureux d'annoncer aux militaires que les nouveaux robots ne remettront plus leur commentaire subjectif, ce qui entraînera la suppression, à l'avenir, de cet insupportable « bruit de fond » …